# Медаль «Ветеран фельдъегерской службы»
Медаль «Ветера́н фельдъе́герской слу́жбы» — ведомственная медаль Государственной фельдъегерской службы Российской Федерации, учреждённая приказом ГФС России № 250 от 22 июля 2005 года.

## Правила награждения
Согласно Положению медалью «Ветеран фельдъегерской службы» награждаются:
- лица начальствующего состава федеральной фельдъегерской связи, безупречно прослужившие не менее 25 лет в календарном исчислении (в выслугу лет учитывается служба в органах внутренних дел, военная служба, а также служба, где предусмотрены военные и специальные звания), из них в федеральной фельдъегерской связи не менее 15 лет;
- служащие и рабочие федеральной фельдъегерской связи, добросовестно проработавшие в федеральной фельдъегерской связи не менее 25 лет;
- иные лица, ранее прослужившие (проработавшие) в фельдъегерской связи не менее 25 лет.

## Правила ношения
Медаль носится на левой стороне груди ниже государственных наград Российской Федерации и располагается после медали Государственной фельдъегерской службы Российской Федерации «За верность долгу».

## Описание медали
Медаль изготовляется из латунного сплава или нейзильбера и представляет собой тёмно-бронзовый круг диаметром 32 мм, со сплошным венком из лавровых листьев по окружности с обеих сторон. На лицевой стороне изображены геральдический знак — эмблема органов федеральной фельдъегерской связи, и перекрещенные почтовые (фельдъегерские) рожки. На оборотной стороне медали надпись: «Ветеран фельдъегерской службы» и римские цифры «XXV».
Медаль при помощи ушка и кольца соединяется с пятиугольной колодкой, обтянутой шёлковой муаровой лентой синего цвета с узкими белыми и широкими краповыми полосками вдоль краев. Ширина ленты 24 мм, ширина белой полоски 1 мм, краповой — 5 мм. На оборотной стороне колодки имеется приспособление для крепления медали к форменной одежде.